# Bogdan-Florian Mihuți
Bogdan-Florian Mihuți (n.  ?) este un deputat român, ales în 2024 din partea PSD. 